# 狂気への序曲
「狂気への序曲」 (きょうきへのじょきょく、I'm Going Slightly Mad) は、イギリスのロックバンド、クイーンによる楽曲である。作曲はフレディ・マーキュリー。1991年のアルバム『イニュエンドウ』から2番目のシングルとしてリリースされた。歌詞とこれに伴うミュージックビデオは、独特でユーモアがあり、陽気な歌を計画している。この楽曲には、ブライアン・メイによるスライドギターソロがあり、ジョン・ディーコンのベースは低いBまで下げられている。
因みにイントロや曲中で聴くことのできるコーラス風の声は、フレディがコルグ社のシンセサイザーであるコルグM1にプリセットされている「03 Ooh-Ahh」の音源で演奏したものである。
シングルカバーは、アルバムの他の曲と同様に、グランヴィルのイラストに影響されている。

## ビデオ
ミュージック・ビデオ（他の『イニュエンドウ』のビデオのようにDoRoプロダクションズのRudi DolezalとHannes Rossacherによって監督されている）は、1991年2月にライムハウス・スタジオで撮影された。ビデオはブライアンがペンギン（クイーンのファーストアルバムのブックレットでの服装を再使用）に扮したり、フレディがゴリラのスーツに入ったりバナナの房（歌詞の「I think I'm a banana tree」に一致）をかつらとしてかぶるなど、メンバーの衣装やコミカルな態度、仕草が特徴的である。
『狂気への序曲』は、フレディ自身の豊かな創造性を特徴としたクイーン最後のPVである。彼は既に病気が相当に悪化しており、全盛期と比較すると外見は非常に虚弱であったが、ビデオの絵コンテのいくつかには監修に加わっており、最後のクリップでは、とても魅力的で表現に富んでいる。
なおフレディが撮影された最後のPVである『輝ける日々』(1991年5月) では、彼の容態がさらに悪化し、立ったままほとんど動くことはなかった。そのため、このビデオはモノクロになっている。

## 参加ミュージシャン
- フレディ・マーキュリー - リードヴォーカル、コーラス、キーボード、ピアノ、サンプラー
- ブライアン・メイ - エレクトリック・ギター、スライドギター
- ロジャー・テイラー - ドラムス、マラカス、ウィンドチャイム
- ジョン・ディーコン - エレクトリックベース

## チャート
| チャート (1991年) | ピーク | 週間 |
| ----------------- | ------ | ---- |
| オランダ          | 20     | 9    |
| ドイツ            | 42     | 10   |
| アイルランド      | 19     | 2    |
| イギリス          | 22     | 5    |